# Университет Короля Даниила
Университет Короля Даниила — высшее учебное заведение Ивано-Франковской области Украины IV уровня аккредитации. Университет проводит подготовку специалистов в области юриспруденции, экономики, архитектуры, строительства, дизайна, IТ-технологий, журналистики, музыкального искусства, богословия.
Носит имя Даниила Романовича Галицкого, короля Руси, князя галицкого.

## История
Университет основан в 1997 году при активном участии священника, академика УАН, доктора юридических наук, доктора права, философии и канонического права, профессора Ивана Михайловича Луцкого. 
До 2017 года назывался: частное высшее учебное заведение «Ивано-Франковский институт права, экономики и строительства» (1997—2007), затем — Ивано-Франковский университет права имени Короля Даниила Галицкого (2007—2017).

## Структура
Факультеты
- Архитектуры, строительства и дизайна;
- гуманитарный;
- Информационных технологий;
- Управление и бизнес-аналитика;
- Юридический.

Общеуниверситетские кафедры
- Архитектуры и градостроительства;
- Богословия и обществоведческих дисциплин;
- Строительства и гражданской инженерии;
- Дизайна;
- Журналистики, рекламы и связей с общественностью;
- Информационных технологий и программной инженерии;
- Истории и истории государства и права;
- Уголовного права и процесса;
- Учёта и налогообложения;
- Перевода и филологии;
- Предпринимательства, торговли и биржевой деятельности;
- Туризма и гостинично-ресторанного дела;
- Финансов, банковского дела и страхования;
- Гражданского права и процесса.

Учебные учреждения
- Колледж Университета Короля Даниила.

Научные институты
- Научно-исследовательский институт церковно-канонических и государственно-правовых проблем УАН университета Короля Даниила.

Специальности
- Обучение специалистов осуществляется по специальностям:
  - архитектура и градостроительство;
  - бизнес и частное предпринимательство;
  - богословие;
  - строительство и гражданская инженерия
  - гостинично-ресторанное дело;
  - дизайн;
  - журналистика (по образовательно-профессиональной программе «реклама и связи с общественностью»);
  - инженерия программного обеспечения.

За период деятельности Университет Короля Данила и колледжи университета закончили более 20 000 студентов.